# برج كموش
برج كموش (بالكردية: Bircikê‏) هي قرية سوريّة تتبع إداريّاً لمحافظة حلب منطقة عفرين ناحية جنديرس. بلغ تعداد سكانها 89 نسمة حسب التعداد السكاني لعام 2004، و637 نسمة حسب قيود السجل المدني لنهاية عام 2005.